# Linda Bassett
Linda Bassett (nació el 4 de febrero de 1950) es una actriz inglesa, conocida en el Reino Unido por su carrera cinematográfica. Está casada con el periodista Julian Foster.
Bassett nació en Kent (Inglaterra), de madre mecanógrafa y de padre policía. Entre sus papeles figura Ella Khan, de la película británica inglesa Oriente es Oriente y la Sra. Jennigns en la serie Sentido y Sensibilidad. Como Doll en la película Cass, y Sra. Brenner en la película estadounidense-alemana, The Reader y Las Chicas del Calendario.
Entre sus actuaciones teatrales figuran Medea, El jardín de los cerezos y  El camino a La Meca de Athol Fugard. 
El 26 de enero de 2009, Linda Bassett apareció en el programa The One Show donde se discutieron varios problemas con el alcohol y otros temas.

## Filmografía
- El viaje de Harold (2023)
- Lark Rise to Candleford (2009) Serie
- The Reader (2008)
- Cass (2008)
- Sentido y Sensibilidad (2008) Serie
- Cenizas (2007) Serie
- El Harem Inglés (2005) Serie
- Latido (2005) Serie
- El Breve (2004-2005) Serie
- Kinky Botas (2005)
- Color Me Kubrick: Una Verdadera Historia... (2005)
- Separa las Mentiras (2005)
- Spivs (2004)
- Las Chicas del Calendario (2003)
- Esta Pequeña Vida (2003) Serie
- Las Horas (2002)
- The Last Time (2002)
- Oriente es Oriente